# Zomicarpeae
Zomicarpeae, tribus biljaka iz porodice kozlačevki, dio je potporodice Aroideae. Postoje četiri prizata roda iz Južne Amerike.

## Rodovi
1. Filarum Nicolson
2. Ulearum Engl.
3. Zomicarpa Schott
4. Zomicarpella N.E.Br.